# The Temptation of Adam
The Temptation of Adam è un cortometraggio muto del 1916 diretto da Alfred E. Green (come Al Green).

## Produzione
Il film fu prodotto dalla Selig Polyscope Company.

## Distribuzione
Distribuito dalla General Film Company, il film - un cortometraggio in tre bobine - uscì nelle sale cinematografiche statunitensi il 12 maggio 1916.